# Elacatis tonkineus
Elacatis tonkineus es una especie de coleóptero de la familia Salpingidae.

## Distribución geográfica
Habita en Tonkin (Vietnam).